# History of the World, Part I
History of the World, Part I is een Amerikaanse filmkomedie uit 1981 onder regie van Mel Brooks.

## Verhaal
In een aantal segmenten wordt de draak gestoken met verschillende tijdvakken in de geschiedenis van mensheid, zoals de oertijd, de Romeinse tijd en de Franse Revolutie.

## Rolverdeling
| Acteur              | Personage                                                    |
| ------------------- | ------------------------------------------------------------ |
| Mel Brooks          | Mozes / Comicus / Torquemada / Jacques / Koning Lodewijk XVI |
| Dom DeLuise         | Keizer Nero                                                  |
| Madeline Kahn       | Keizerin Nympho                                              |
| Harvey Korman       | Graaf de Monet                                               |
| Cloris Leachman     | Madame Defarge                                               |
| Ron Carey           | Swiftus                                                      |
| Gregory Hines       | Josephus                                                     |
| Pamela Stephenson   | Mademoiselle Rimbaud                                         |
| Shecky Greene       | Marcus Vindicus                                              |
| Sid Caesar          | Opperhoofd                                                   |
| Mary-Margaret Humes | Miriam                                                       |
| Orson Welles        | Verteller                                                    |
| Rudy De Luca        | Oermens / Kapitein Mucus                                     |
| Leigh French        | Oermens                                                      |
| Richard Karron      | Oermens                                                      |